# NGC 4437
NGC 4437 (NGC 4517) je spiralna galaktika u zviježđu Djevici. Naknadno je utvrđeno da je NGC 4517 ista galaktika.
Okrenuta je rubom ka Zemlji. Zbog svoje inklinacije u raznim je studijama opisana i kao kuglasta. 

## Vanjske poveznice
- (engl.) SEDS: NGC 4437
- (engl.) Revidirani Novi opći katalog
- (engl.) Izvangalaktička baza podataka NASA-e i IPAC-a
- (engl.) Astronomska baza podataka SIMBAD
- (engl.) VizieR